# Atheas mimeticus
Atheas mimeticus är en insektsart som beskrevs av Heidemann 1909. Atheas mimeticus ingår i släktet Atheas och familjen nätskinnbaggar. Inga underarter finns listade i Catalogue of Life.